# Творимая легенда
«Творимая легенда» — роман-трилогия русского писателя Фёдора Сологуба. В трилогию входят романы «Капли крови», «Королева Ортруда» и «Дым и Пепел». В первоначальной публикации роман назывался «Навьи чары» и представлял собой тетралогию.
В романе Сологуб, в беллетризованной форме, выразил свои философско-художественные идеи, обозначенные им ранее в статьях и эссе «Я. Книга совершенного самоутверждения» (1906), «Человек человеку — дьявол» (1906) и «Демоны поэтов» (1907). Изначально, задуманный им цикл романов назывался «Навьи чары», и первая часть называлась «Творимая легенда» (1906), за нею следовали «Капли крови», «Королева Ортруда» и «Дым и пепел» (в двух частях), — все они были опубликованы 1907—1913 гг. Затем Сологуб отказался от столь декадентского названия в пользу «Творимой легенды», что более соответствовало идее романа. Окончательная редакция «Творимой легенды», уже как трилогии, была помещена в XVIII—XX тт. Собрания сочинений изд-ва «Сирин» (1914); годом ранее роман был издан в Германии на немецком).
«Беру кусок жизни, грубой и бедной, и творю из него сладостную легенду, ибо я — поэт. Косней во тьме, тусклая, бытовая, или бушуй яростным пожаром, — над тобою, жизнь, я, поэт, воздвигну творимую мною легенду об очаровательном и прекрасном.

В спутанной зависимости событий случайно всякое начало. Но лучше начать с того, что и в земных переживаниях прекрасно, или хотя бы только красиво и приятно. Прекрасны тело, молодость и весёлость в человеке, — прекрасны вода, свет и лето в природе.»
Такими, ставшими хрестоматийными, строками начинается роман. В трилогии попытка воплощения грёзы — самого главного элемента символа — совершается одновременно разными людьми в разных странах. Герой трилогии учитель и поэт Триродов своею жизнью претворяет все свои замыслы, заменяя своею волею Бога.
В устроенной в его поместье детской колонии живут «тихие дети», — забирая весь мрак жизни и её мёртвый покой, они дают тем самым Триродову возможность чувствовать всю полноту жизни и своей воли. За пределами поместья проносятся ураганы несправедливой и мучительной жизни: казацкие разгоны демонстраций, наглые выходки черносотенцев, борьба политических партий, угар бесконечных интеллигентских споров. Будучи изощрённым химиком и инженером, Триродов противостоит этой действительности. Лишь высшее начальство докучает учителю. К Триродову является даже Ардальон Борисыч Передонов, герой романа «Мелкий бес», бывший сумасшедший, а ныне — вице-губернатор. За эликсиром жизни приезжает 160-летний маркиз Телятников и встречает на балу у Триродова своих умерших друзей и любовниц. Но самый неожиданный гость — Иисус Христос, выведенный под именем князя Эммануила Осиповича Давидова:
Триродов с первого взгляда узнал гостя, хотя раньше никогда не встречался с ним в обществе. Знал его хорошо, но только по его портретам, по его сочинениям, по рассказам его почитателей и по статьям о нём. В юности завязались было кое-какие отношения через знакомых, но скоро порвались. Даже не удалось повидаться.
Триродову почему-то вдруг стало как-то неопределённо весело и жутко. 
Он думал:
«Зачем он ко мне приехал? Что ему от меня надо? И как он мог вспомнить обо мне? Так разошлись наши дороги, так мы стали чужды один другому».
И было волнующее любопытство:
«Увижу и услышу его в первый раз».
И бунтующий протест:

«Слова его — ложь! Проповедь его — бред отчаяния! Не было чуда, и нет, и не будет!»
Чудо есть лишь выражение своей воли. И Триродов, и его подруга Елисавета мистическим образом соединяются с душами жителей совершенно другой страны. Средняя часть трилогии, «Королева Ортруда», рассказывает о жизни королевы Балеарских островов. Здесь средневековая сказочность повествования прерывается грубыми голосами современной жизни. Томления королевы Ортруды достигают всемирно-чувствующего сердца Триродова. После гибели Ортруды общая воля людей королевства, наконец, приобретает максимальную силу, — и вот учитель из далёкой России — Триродов — уже провозглашается Королём Георгием.
Критика восприняла роман с недоумением: непривычен был жанр, в котором злободневные проблемы и волшебное гармонично сочетались. Черносотенцы, социализм, химические опыты, замки и дворцы субтропического королевства, мёртвые, русалки, — всё это сбивало с толку. Даже принявшие роман критики видели в нём незаконченность, несопоставимость между масштабным замыслом и его реализацией. Первым, кто увидел важнейшее значение трилогии, была Анастасия Чеботаревская, написавшая статью «Творимое творчество» (Зритель № 2, 1908; к тому времени была опубликована только первая часть романа). В статье она предприняла одну из первых попыток объяснить и связать воедино всё творчество Сологуба. Тем не менее, роман, несмотря на три современных переиздания, продолжает оставаться малоизученным.
По схожему пути позже шли Е. Замятин и М. Булгаков.